# Spoorlijn 166 (België)
Spoorlijn 166 is een Belgische spoorlijn die Dinant met Bertrix verbindt. De lijn is ruim 70 km lang.

## Geschiedenis
De spoorlijn werd in verschillende delen tussen 20 december 1880 en 20 oktober 1899 aangelegd. In 1910 en in 1924 werden verschillende baanvakken op dubbelspoor gebracht. Enkel het viaduct van Anseremme over de Maas, tussen de aftakking Neffe en het station Anseremme, bleef enkelsporig.
Bij de invoering van het IC/IR-plan in 1984 werden verschillende kleinere stations op de lijn gesloten. In 1993 werden nog meer stations voorgoed gesloten. Qua personenverkeer is spoorlijn 166 nooit een hoogvlieger geweest, omdat de spoorlijn 162 tussen Namen en Luxemburg al in 1956 geëlektrificeerd werd en veel minder kunstwerken telt.
Aan het einde van de jaren 1980 is er, ten gevolge van de staalcrisis, een terugval in het spoorverkeer, waardoor de NMBS plannen had om de lijn opnieuw enkelsporig te maken. Hier komt echter niets van want onder invloed van Europa wordt de spoorlijn uitgebouwd als goederencorridor: elektrificatie op 25 kV wisselspanning, uitbreiding van het gabariet, verhoging van de baanvaksnelheid tussen Beauraing en Bertrix van 90 naar 120 km/u. Op 15 november 2002 wordt de nieuwe goederenspoorlijn officieel ingehuldigd. Samen met spoorlijn 165 tussen Bertrix en Athus vormt deze goederenspoorlijn de Athus-Maaslijn.
Veel personenverkeer is er niet op de lijn, behalve in het toeristische seizoen tussen Anseremme en Houyet, wanneer de kajakkers per trein stroomopwaarts rijden, om daarna per kajak de Lesse af te varen.

## Technisch
De 25 kV bovenleiding werd lange tijd enkel voor goederenvervoer gebruikt, terwijl voor passagiersvervoer dieselstellen van reeks 41 gebruikt werden. Vanaf 2012 worden er elektrische stellen van het type MS08 ingezet op de lijn.
Tussen Beauraing en Bertrix bedraagt de maximumsnelheid 120 km/u. Tussen Y Neffe en Beauraing is de snelheid beperkt tot 90 km/u. In sommige tunnels is de snelheid beperkt tot 80 km/u of zelfs 70 km/u. Op het viaduct van Anseremme bedraagt de maximumsnelheid 60 km/u.

## Kunstwerken
In tegenstelling tot de spoorlijn 162 (Namen - Luxemburg) zijn er verschillende viaducten en tunnels.
- viaduct van Anseremme over de Maas, enkelspoor, max. 60 km/u
- tunnel van Anseremme, 410 m, max. 80 km/u
- tunnel van Furfooz, 459 m
- tunnel van Gendron, 381 m
- tunnel van Nini, 200 m
- tunnel van Ardenne, 507 m, enkelspoor, max. 70 km/u
- tunnel van Martouzin, 702 m
- viaduct van Thanville, 210 m
- tunnel van Vonêche, 261 m
- tunnel van Gedinne, 675 m

Op het baanvak tussen Anseremme en Houyet zijn er verschillende viaducten over de Lesse.

## Treindiensten
De NMBS verzorgt het personenvervoer met L-, Piekuur- en ICT-treinen.
| Serie              | Treinsoort            | Route                                                                                               | Bijzonderheden                                                           |
| ------------------ | --------------------- | --------------------------------------------------------------------------------------------------- | ------------------------------------------------------------------------ |
| L 6050             | L-trein (NMBS)        | Namen – Dinant – Bertrix – Libramont                                                                |                                                                          |
| P 7620/8620RE 8600 | Piekuurtrein (NMBS)   | [ Luxemburg – Virton ] / [ [ Aarlen – Virton – ] / [ Dinant – ] Libramont – [ Ciney ] ]             | Een rechtstreekse trein Aarlen - Libramont. Een trein Libramont - Ciney. |
| P 7660/8660        | Piekuurtrein (NMBS)   | Bertrix – Dinant – Namen                                                                            | Rijdt alleen op werkdagen.                                               |
| P 7680/8680RE 8650 | Piekuurtrein (NMBS)   | [ Bertrix – Dinant ] / [ Libramont – [ Virton – ] / [ Marbehan – ] Aarlen ] / [ Athus – Luxemburg ] | Een trein Aarlen - Virton - Libramont. Een trein Athus - Luxemburg.      |
| ICT 6975           | Toeristentrein (NMBS) | Dinant – Houyet                                                                                     | Rijdt van eind mei tot eind september.                                   |

## Aansluitingen
In de volgende plaatsen is of was er een aansluiting op de volgende spoorlijnen:
Y Neffe
Spoorlijn 154 tussen Namen en Heer-Agimont
Houyet
Spoorlijn 150 tussen Tamines en Jemelle
Bertrix
Spoorlijn 165 tussen Libramont en Athus

## Galerij

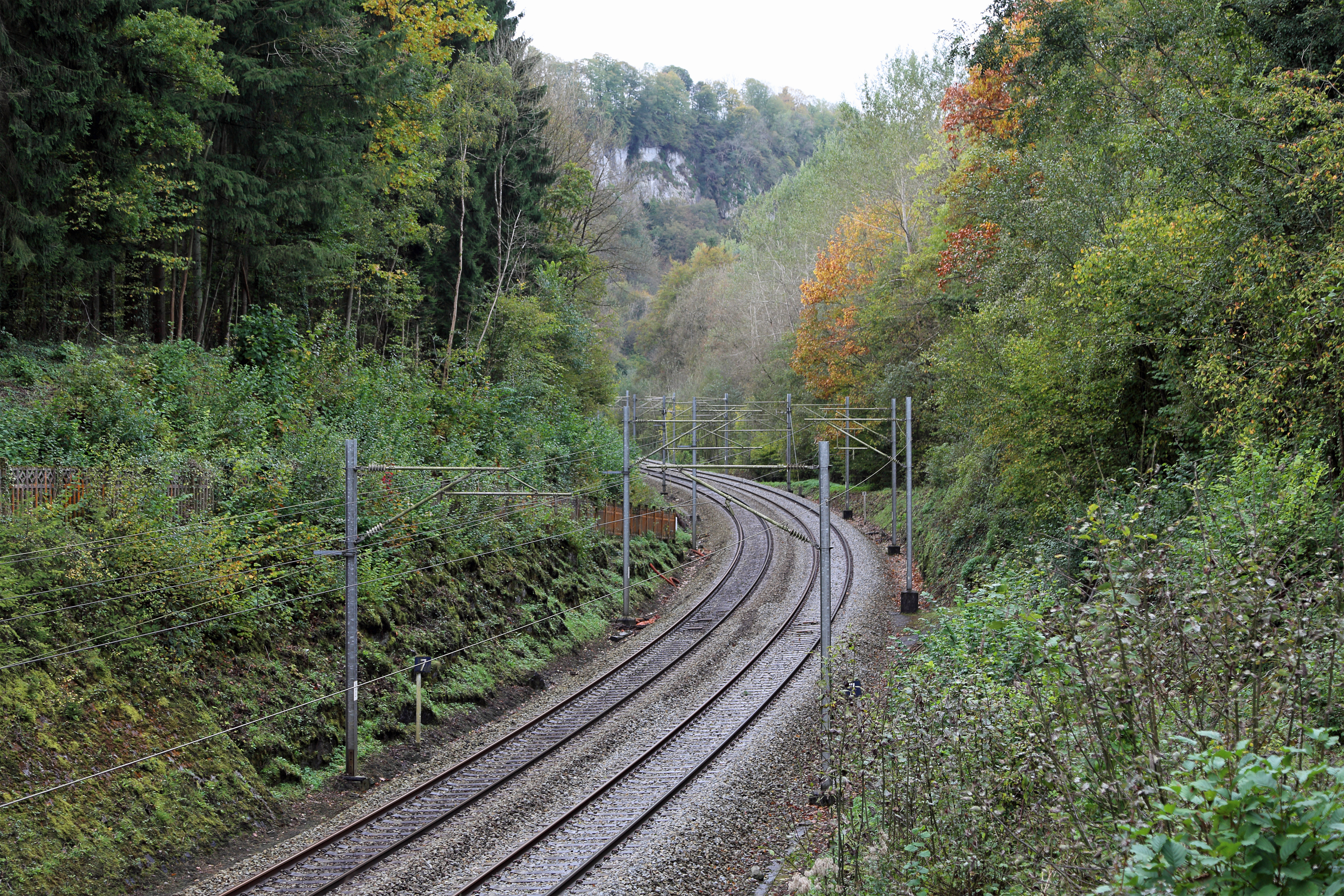
Spoorlijn 166 bij station Walzin
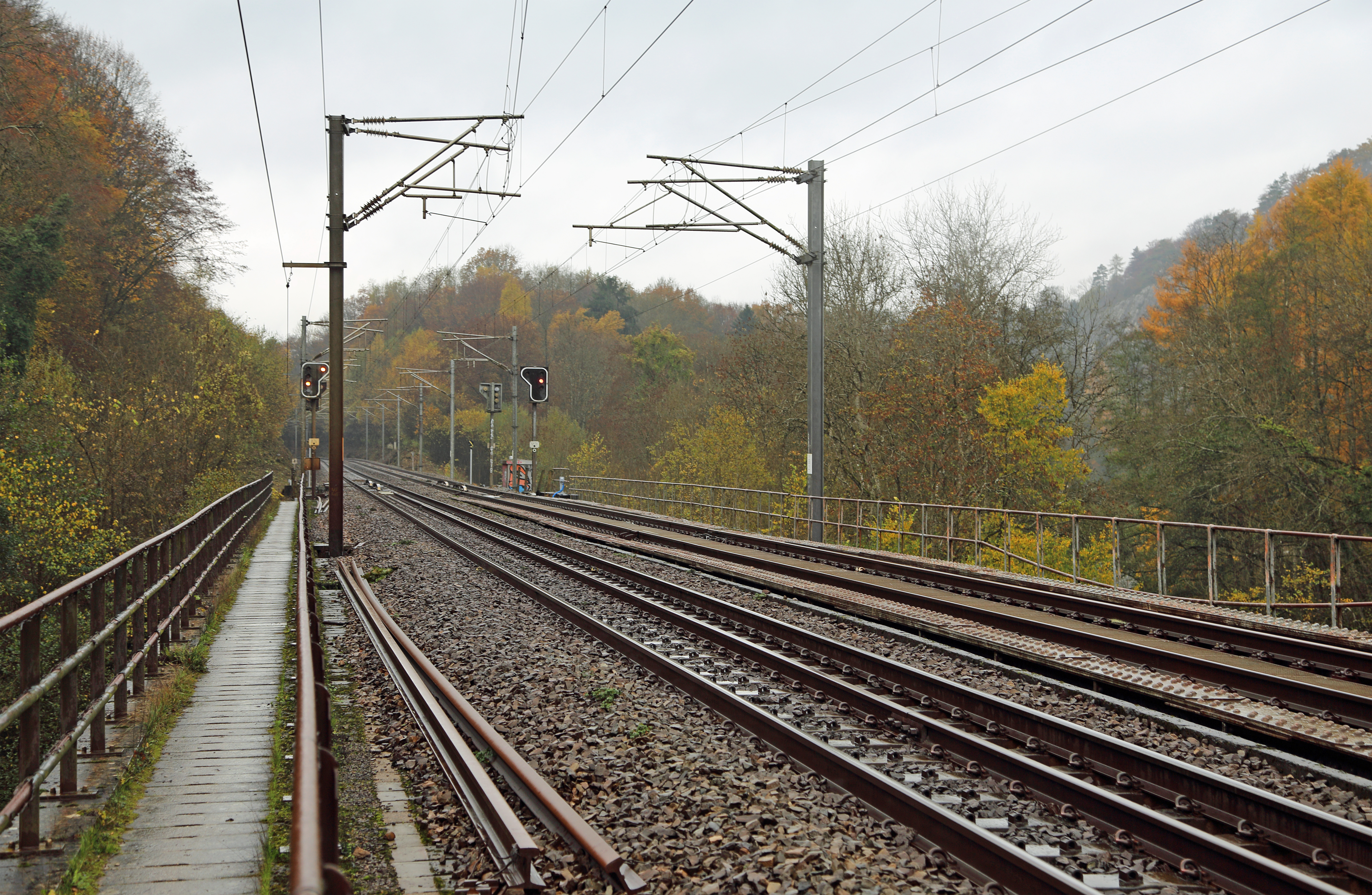
Op een van de spoorbruggen over de Lesse in Hulsonniaux (gem. Houyet)
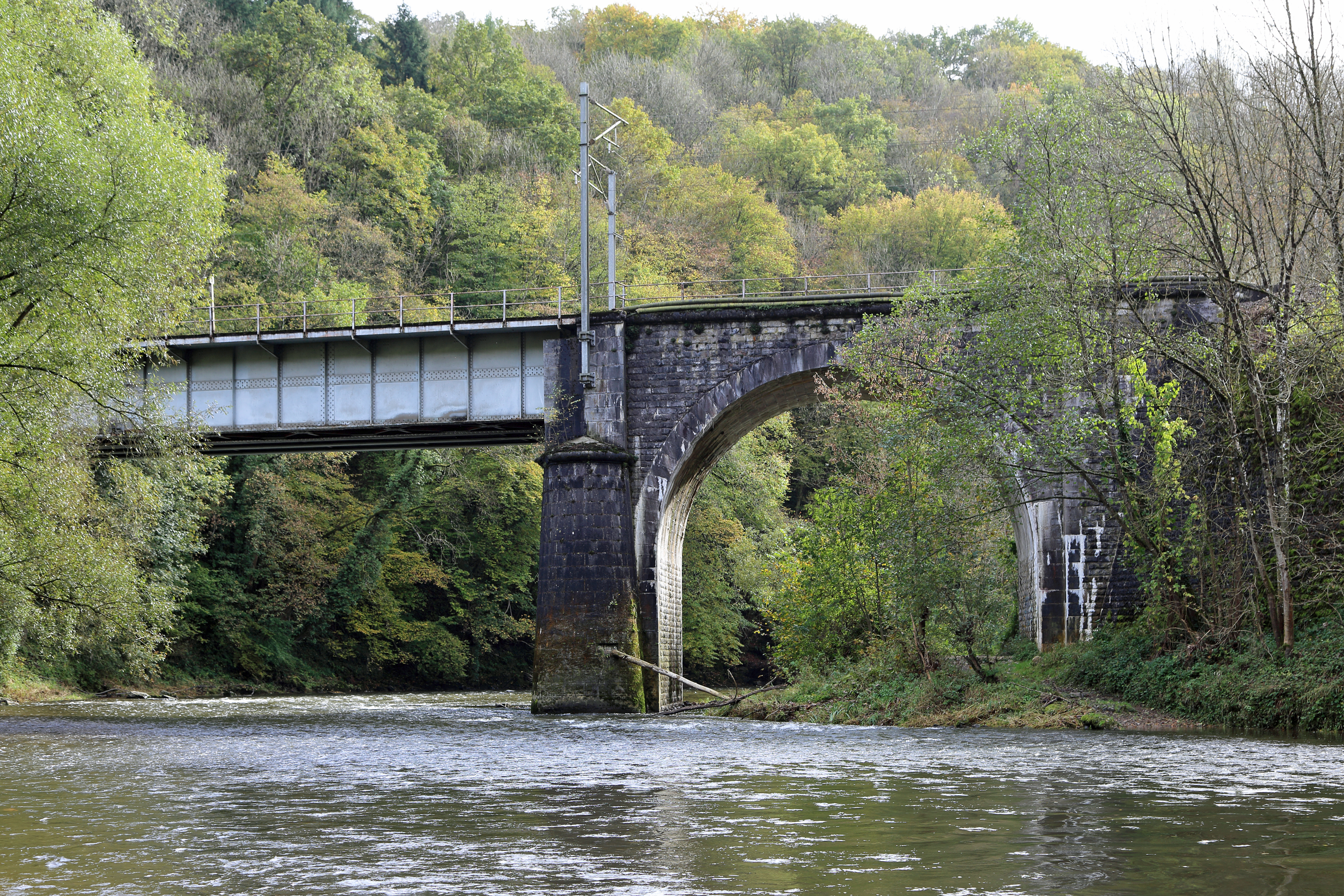
Spoorbrug bij Chaleux (gem. Houyet)
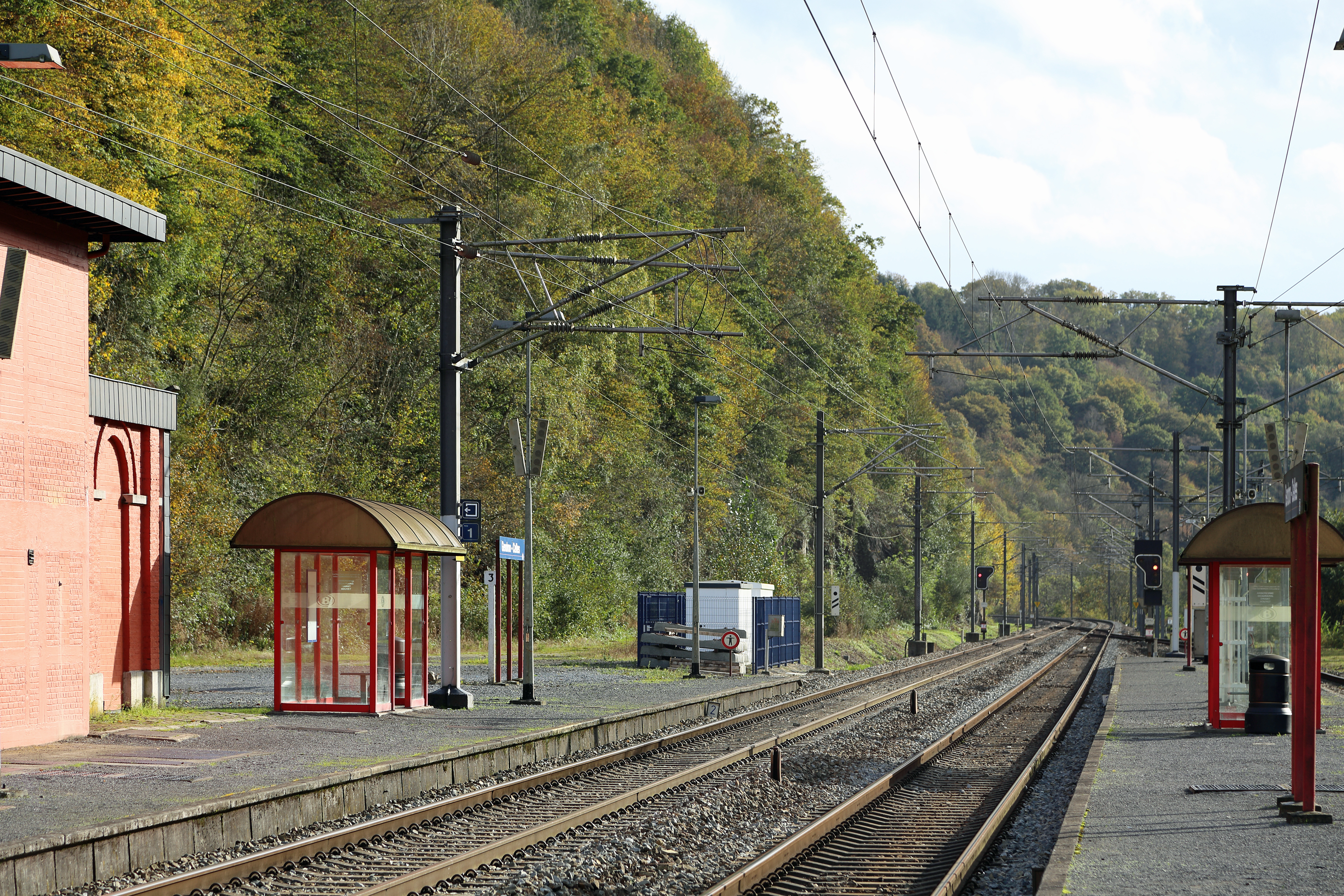
Het station van Gendron-Celles